# Глейхенгауз, Даниил Маркович
Дании́л Ма́ркович Глейхенгауз (род. 3 июня 1991 года, Москва) — российский фигурист, выступавший в одиночном катании и спортивных танцах на льду, с 2014 года российский тренер и постановщик программ Центра спорта и образования Самбо-70, отделение фигурного катания «Хрустальный», в группе Этери Тутберидзе. Заслуженный тренер России (2019).
Поставил многие программы, в том числе и короткую программу олимпийской чемпионки 2018 года в женском одиночном катании Алины Загитовой. Работал со многими тренерами: Натальей Примаченко, Еленой Водорезовой, Всеволодом Гольманом, Натальей Дубинской и Виктором Кудрявцевым.

## Биография
Отец — Марк Самуилович Глейхенгауз (7 июля 1948 — 13 ноября 2010) — российский режиссёр и кинооператор, мать — Людмила Борисовна Шалашова (15 января 1948 — 29 августа 2019) — бывшая балерина Большого театра, балетмейстер фигуристов в Самбо-70. Супруга — журналист «Первого канала» Ольга Паутова.

## Спортивная карьера
Даниил Глейхенгауз начал заниматься фигурным катанием в возрасте четырёх лет. Сменил несколько тренеров, работал с Виктором Кудрявцевым, стал третьим на Первенстве России среди юниоров. Отобрался на юниорский Чемпионат мира 2007 года, в ходе соревнования получил травму.
Со слов Алексея Мишина Даниил Глейхенгауз — спортсмен запомнился уже тогда, как выделявшийся художественным даром, со средней стабильностью.
Из-за травмы в возрасте 18 лет Глейхенгауз перешёл из одиночного катания в танцы. Начал кататься в группе Александра Жулина с Ксенией Коробковой. В сезоне 2011/12 они выиграли два международных турнира: Мемориал Павла Романа и NRW Trophy, на Первенстве России стали одиннадцатыми. В это же время у Даниила умер отец, и он начал сам обеспечивать семью. Таким образом, Глейхенгауз завершил свою спортивную карьеру.
В 2012 году окончил Российский государственный университет физической культуры.
Даниил Глейхенгауз занялся тренерской деятельностью и выступлениями в шоу Ильи Авербуха: сначала в групповых номерах, а потом и с небольшими сольными партиями.

## Тренерская деятельность
После Олимпиады-2014 в Сочи попробовал себя в качестве тренера и постановщика программ в группе Этери Тутберидзе. С конца 2014 года стал частью команды Этери Тутберидзе.
По мнению Алексея Мишина будет справедливым поставить в один ряд с Этери Тутберидзе такие фигуры, как Даниил Глейхенгауз и Сергей Дудаков, как команду, которая сформировала наиболее очевидное преимущество в рамках женского одиночного катания.

## Спортивные достижения

### В танцах на льду
(с Ксенией Коробковой)
| Соревнования                    | 10/11                       | 11/12                       |
| Международные среди юниоров     | Международные среди юниоров | Международные среди юниоров |
| ------------------------------- | --------------------------- | --------------------------- |
| NRW Trophy                      |                             | 1                           |
| Pavel Roman Memorial            |                             | 1                           |
| Национальные                    |                             |                             |
| Первенство России среди юниоров |                             | 11                          |
| Финалы Кубка России             | 8 (кмс)                     |                             |

### В одиночном катании
| Соревнования                              | 02/03                       | 03/04                       | 04/05                       | 05/06                       | 06/07                       | 07/08                       | 08/09                       |
| Международные среди юниоров               | Международные среди юниоров | Международные среди юниоров | Международные среди юниоров | Международные среди юниоров | Международные среди юниоров | Международные среди юниоров | Международные среди юниоров |
| ----------------------------------------- | --------------------------- | --------------------------- | --------------------------- | --------------------------- | --------------------------- | --------------------------- | --------------------------- |
| Чемпионаты мира среди юниоров             |                             |                             |                             |                             | 19                          |                             |                             |
| Этапы юниорского Гран-при: Канада         |                             |                             |                             | 7                           |                             |                             |                             |
| Этапы юниорского Гран-при: Великобритания |                             |                             |                             |                             |                             | 5                           |                             |
| Triglav Trophy                            | 8                           |                             |                             |                             |                             |                             |                             |
| Национальные                              |                             |                             |                             |                             |                             |                             |                             |
| Чемпионаты России                         |                             |                             |                             |                             |                             | 17                          |                             |
| Финалы Кубка России                       |                             |                             | 1                           |                             |                             |                             | 6                           |
| Первенство России среди юниоров           |                             |                             | 17                          |                             | 3                           | 9                           | 8                           |
| Спартакиады учащихся России               |                             |                             | 1                           |                             | 2                           |                             |                             |
| Открытое первенство Москвы                |                             |                             |                             | 6                           | 6                           |                             |                             |

## Награды
- Медаль ордена «За заслуги перед Отечеством» II степени (29 июня 2018 года) — за успешную подготовку спортсменов, добившихся высоких спортивных достижений на XXIII Олимпийских зимних играх 2018 года в городе Пхенчхане (Республика Корея)[7]
- Заслуженный тренер России (2019)
- Орден Дружбы (2023) - за обеспечение успешной подготовки спортсменов, добившихся высоких спортивных достижений на XXIV Олимпийских зимних играх 2022 года в городе Пекине (Китайская Народная Республика)[8]